# Librería
Una librería es un establecimiento comercial cuyo principal producto son los libros.

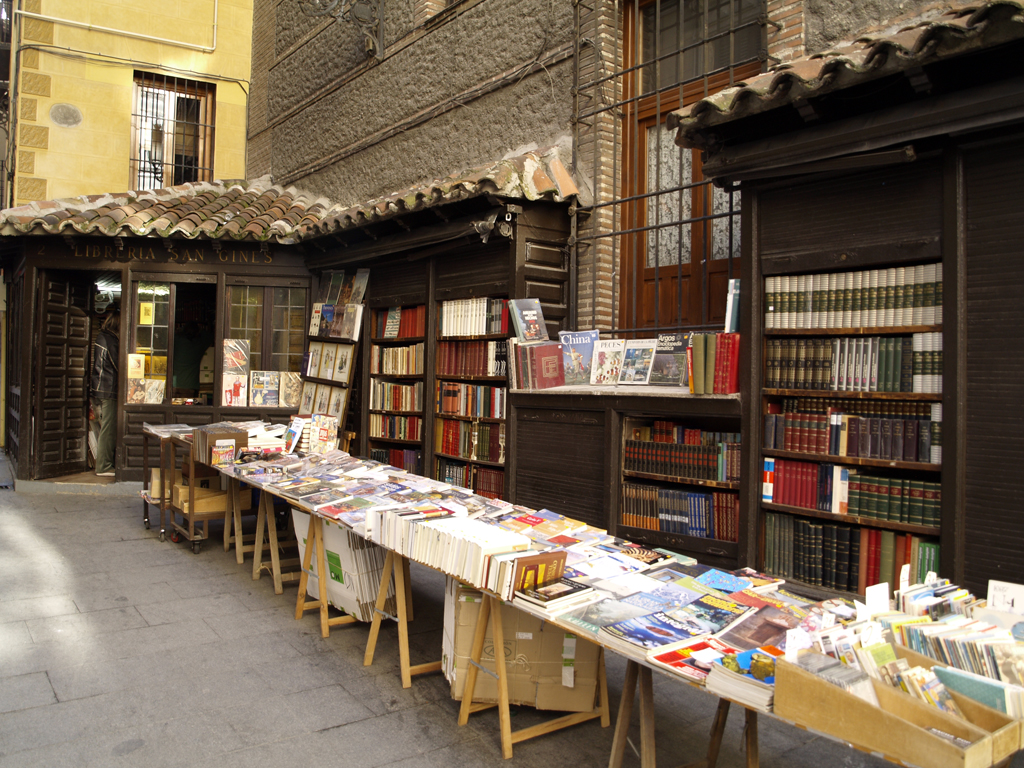
Librería San Ginés, en Madrid.

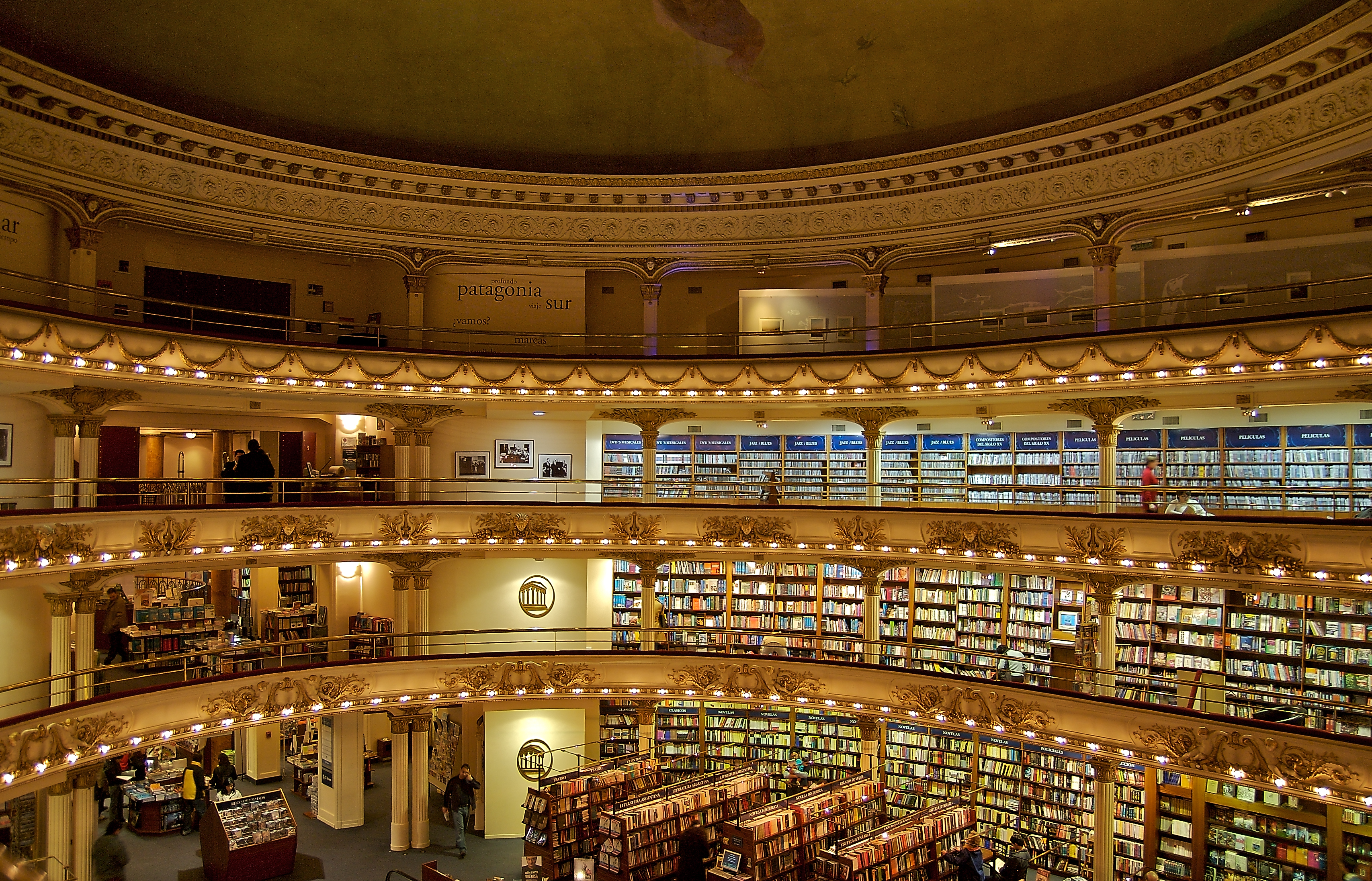
Interior de la librería El Ateneo Grand Splendid, en Buenos Aires.

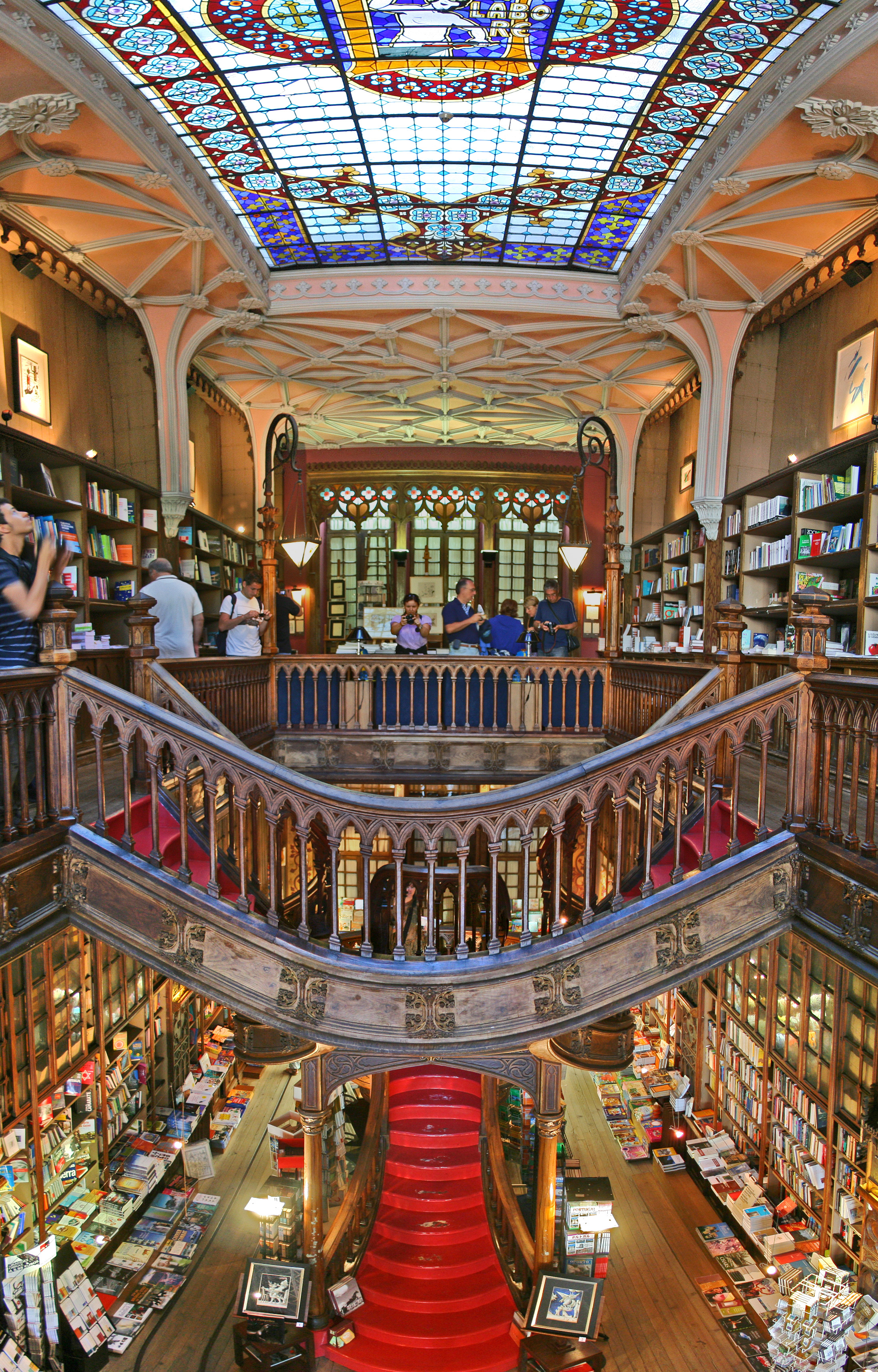
Librería Lello, Oporto, Portugal.

Las librerías pueden variar de tamaño desde las independientes que tienen a la venta unos cientos de ejemplares, hasta las que son cadenas de librerías, que frecuentemente tienen a la venta hasta 200 000 volúmenes diferentes. Las librerías virtuales pueden tener muchos más libros a la venta al no necesitar tener su catálogo completo presente de manera física. La librería más grande del mundo actualmente está en Londres, pertenece a la cadena Waterstones y está en el edificio conocido como Simpsons of Picadilly.
Muchas librerías venden artículos de algún modo relacionados con los libros, como separadores, postales, mapas y periódicos. También pueden ofrecer otros objetos que varían enormemente de una tienda a otra, sobre todo entre las pequeñas. No es infrecuente encontrar una librería dentro de una gran tienda departamental. Muchas universidades frecuentemente tienen una librería, además de una biblioteca, dentro de sus instalaciones para que los alumnos puedan adquirir las obras requeridas por sus cursos, sobre todo libros de texto.
Otro tipo de librería es la que vende libros de segunda mano, usados o «de viejo», frecuentemente a precios mucho más reducidos que los nuevos. En estas librerías también se encuentran ejemplares agotados, aquellos cuyas casas editoras dejaron de imprimir hace tiempo y ya no se consiguen en el mercado. Los coleccionistas de libros y los investigadores académicos frecuentan estas librerías en busca de primeras ediciones y otros libros antiguos y raros.

## Nota terminológica
En ocasiones se emplea el término «librería» para referirse a una biblioteca, como calco de la forma inglesa library (library en inglés significa «biblioteca», mientras que «librería» en inglés es bookstore, en inglés estadounidense, o bookshop, en inglés británico). Ambos términos, «biblioteca» y «librería» son correctos según la definición de la RAE para ciertas acepciones, aunque los puristas consideran como correcto el término «librería» para designar el lugar en el que se venden libros.

## Librerías famosas
- Librería El Ateneo, en Buenos Aires (Argentina).
- Librería Shakespeare and company, en París (Francia).
- Librería Lello, en Oporto (Portugal).
- Librería City Lights, en San Francisco (Estados Unidos).